# A Child for Sale
A Child for Sale er en amerikansk stumfilm fra 1920 af Ivan Abramson.

## Medvirkende
- Gladys Leslie som Ruth Gardner
- Creighton Hale som Charles Stoddard
- Bobby Connelly som Walter Stoddard
- Julia Swayne Gordon som Paula Harrison
- William H. Tooker som William Harrison
- Anna Lehr som Catherine Bell
- William B. Davidson som Gardner
- Ruth Sullivan som Sylvia Stoddard